# Titanes en el ring (película de 1973)
 Titanes en el ring  es una película argentina del género comedia  filmada en colores y dirigida por Leo Fleider, según su propio guion. Fue estrenada el 4 de enero de 1973 y tuvo como protagonistas a Martín Karadagián, Ovidio Fuentes y Gloria Raines.

## Sinopsis
Dos niños se hacen amigos de la troupe de luchadores, la que intervendrá cuando el padre de la niña es secuestrado.

## Reparto
- Martín Karadagián ... Como él mismo
- Alejandro Rodrigo como El Vasco
- Ovidio Fuentes
- Gloria Raines
- Floreal Gómez
- Miriam Antelo
- Ricardo Passano
- Natán Solans
- Domingo Lucciarini . . . como Pepino el Payaso

## Comentarios
La Opinión escribió:

”80 minutos de esa mezcla de sentimentalidad y de fingida bravura.”

Manrupe y Portela escriben:

”Luego del increíble éxito televisivo de 1972 por Canal 13, la traslación al cine de los titanes y sus luchas, con una trama mínima agregada.”